# Jack Woolley
Jack Woolley (23 settembre 1998) è un taekwondoka irlandese.

## Biografia
È apertamente bisessuale: ha fatto coming out all'età di diciassette anni. A causa della propria bisessualità alcuni atleti avversari lo hanno discriminato, rifiutandosi di stringergli la mano.
A livello giovanile ha vinto la medaglia d'argento ai campionati europei di Daugavspils 2015.
Ha rappresentato la nazionale irlandese a tre edizioni consecutive dei campionati mondiali: Čeljabinsk 2015, Miju 2017 e Manchester 2019.
Ai Campionati extra europei di Bari 2019 ha vinto la medaglia d'argento nel torneo dei 58 chilogrammi, perdendo in finale con l'italiano Vito Dell'Aquila.
Nel dicembre 2019 si è qualificato per i Giochi olimpici di Tokyo 2020, divenendo il primo atleta irlandese della storia a qualificarsi nella disciplina del taekwondo. Nel luglio 2021 è stato estromesso dal tabellone principale del torneo dei -58 chilogrammi al primo turno per mano dell'argentino Lucas Guzmán.
Il 13 agosto 2021, mentre passeggiava per il centro di Dublino, è rimasto vittima di un'aggressione fisica da parte di ignoti, che lo hanno colpito con dei pugni, procurandogli delle ferite al volto. A causa delle lesioni, è stato trasportato in ambulanza e ricovertato al St James's Hospital, dove è stato sottoposto ad un intervento chirurghico al labbro superiore.

## Palmares
- Campionati europei extra

Bari 2019: argento nei -58 kg.
- Europei giovanili

Daugavspils 2015: argento nei -55 kg.